# Valerij Leonťjev
Valerij Jakovlevič Leonťjev (rusky Валерий Яковлевич Леонтьев; * 19. března 1949 Usinsk, Republika Komi, RSFSR, SSSR) je sovětský a ruský popový zpěvák, jehož popularita dosáhla vrcholu na počátku 80. let 20. století. V roce 1996 obdržel titul ruského národního umělce. Je znám jako jeden z nejvýznamnějších umělců ruské hudby. V průběhu své dlouholeté kariéry natočil více než 30 alb, z nichž mnohých se prodaly miliony kopií.[zdroj?]

## Diskografie
Studiová alba
- 1983: Муза (Múza)
- 1984: Диалог (Dialog)
- 1984: Премьера (Premiéra)
- 1986: Дискоклуб 16(Б) (Diskoklub 16 (V))
- 1986: Бархатный сезон (Sametová sezóna)
- 1987: Valeri Leontjev (Valerij Leontijev)
- 1988: Я — просто певец (Jednoduše zpěvák)
- 1990: Дело вкуса (Otázka vkusu)
- 1990: Грешный путь (Hříšná cesta)
- 1993: Ночь (Noc)
- 1993: Полнолуние (Úplněk)
- 1994: У ворот Господних (U brány Hospodina)
- 1995: По дороге в Голливуд (Na cestě do Hollywoodu)
- 1998: Санта-Барбара (Santa Barbara)
- 1999: Канатный плясун
- 1999: Каждый хочет любить (Každý chce milovat)
- 2001: Августин (Augustýn)
- 2003: Кленовый лист (Javorový list)
- 2004: Ночной звонок (Noční zvonek)
- 2005: Падаю в небеса… (Padají do oblak)
- 2009: Godi stranstvij (Roky cesty)
- 2011: Художник[1] (Malíř)
- 2014: Любовь-капкан[2] (Pasti lásky)
- 2017: Jeta ljubov' (Tato láska)

Kolekce
- 1992: Там, В Сентябре (The Best Of Leontiev)
- 1993: Последний вечер (Poslední večer)
- 1994: Прикоснись (Dotek)
- 2002: Птица в клетке (Pták v kleci)
- 2014: Виновник (Viník)
- 2014: Маргарита (Margarita)